# Alfred Flückiger
Alfred Flückiger (* 27. Januar 1898 in Basel; † 30. Januar 1983 in Gordola) war ein Schweizer Lehrer, Grafiker und Schriftsteller.
Flückiger verfasste zahlreiche Bühnenwerke und Hörspiele. Er war zudem Gründungsmitglied des Zürcher Schriftsteller-Vereins. Sein Nachlass befindet sich in der Zentralbibliothek Zürich.